# 神豬

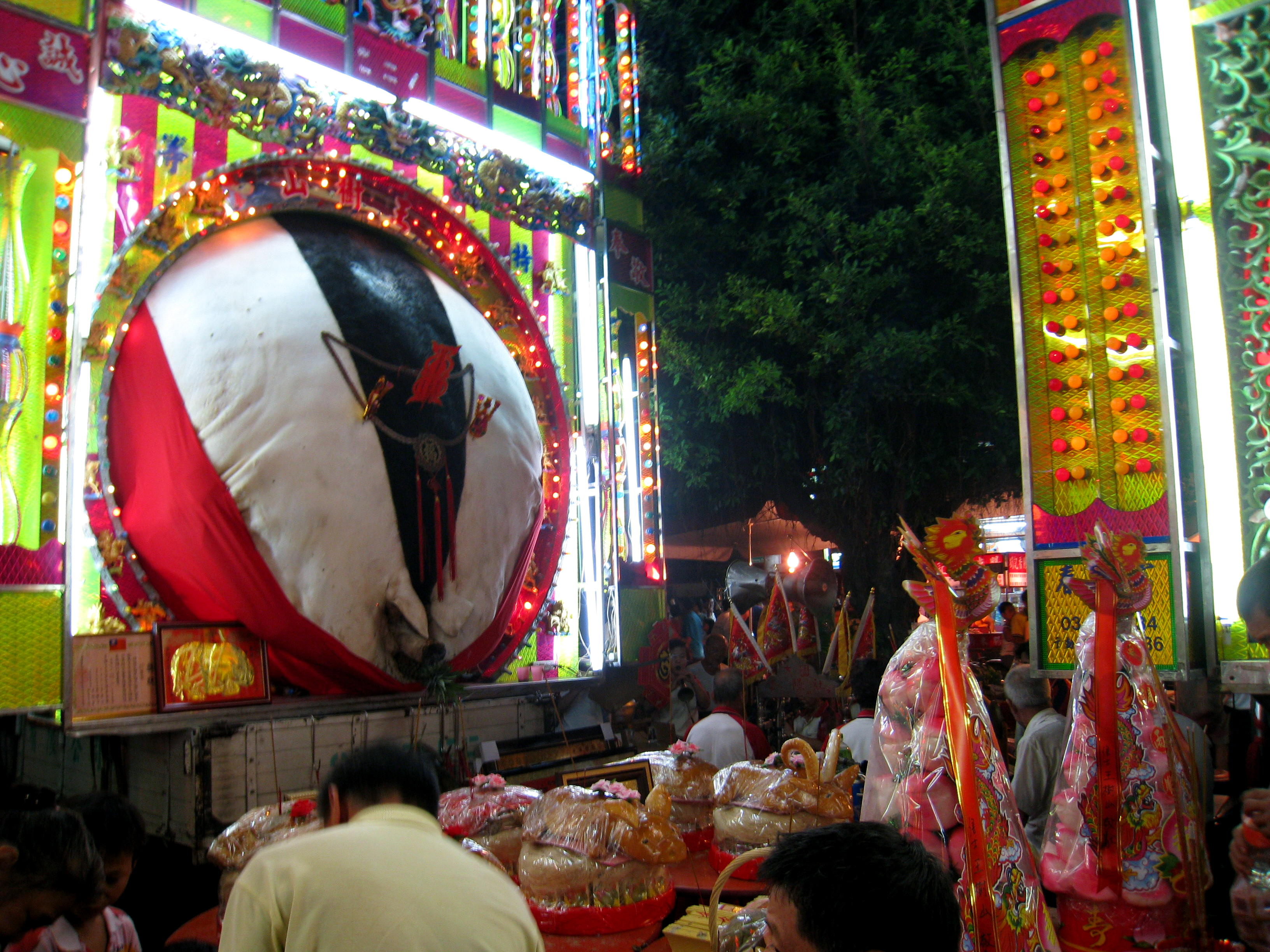
神豬に食べ物を供える人々

神豬（神の豚、豬公、台湾語：ti-kong/tu-kong）は、台湾で旧暦の1月6日（新暦の1月下旬～2月上旬）などに行われている行事である。「神豬比賽（神のブタ対決＝シェンチューピーサイ）」とも呼ばれ、豚を肥育し、重量を競った後に伝統的な方法で屠殺し、肉や骨などを取り外した皮に絵付けをして飾り付けて、市中に展示することをメインイベントに開催される祭りである。
近年では低俗なイベントも並行して行われるなど世俗化が進み、神事としての意義は形骸化しており、それに伴い国内外から動物愛護の観点からの批判が起きている。

## 概要

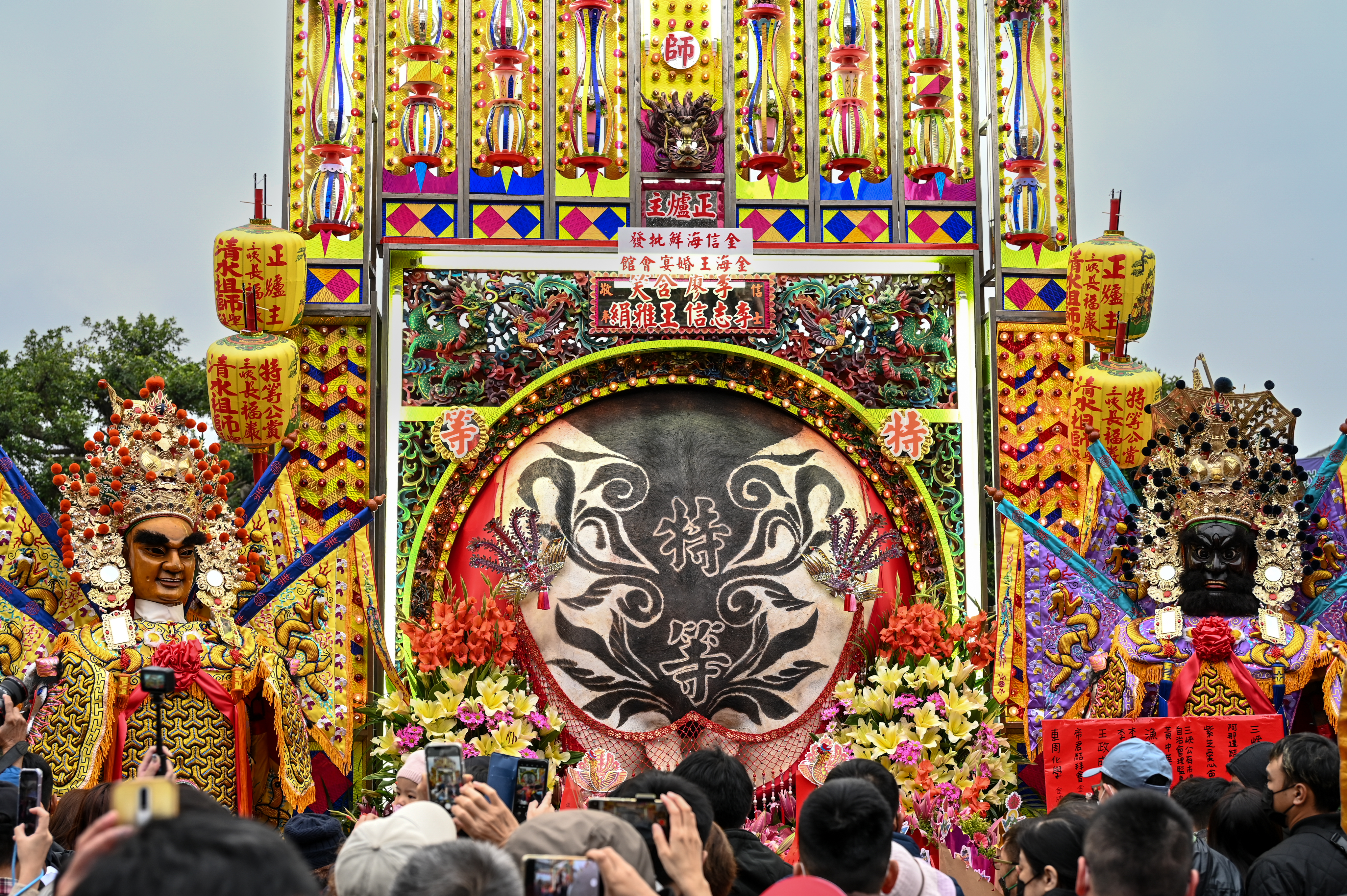
三峽賽神豬(2023年)

人間に食肉を提供する家畜のブタに感謝の念を示す行事で、日本で言う供養や欧州の謝肉祭に近い性格のものである。ブタの口には供え物の果物が付けられ、絵付け等の装飾も「神として祭る」ことを目的とするという。
主に客家系の住民により、首都・台北市の近郊にあたる新北市などにおいて伝統的に行われている祭りである。まずブタを2年間ほどかけて肥育し、その重さを競う。通常のブタは生後半年ほどで出荷対象となるが、「神豬」に充てられるブタはその4倍の期間をかけて肥育し、餌も通常のブタより多量に与えられ、最終的には1tを超える重量に到達することもある。行事1回当たり概ね10頭程度のブタがエントリーし、順位は重量の大きい順に決められ、一番重いブタが優勝して「特等」あるいは「一等」とされ、以下二位が「二等」とされるが、四位は欠番でひとつ繰り下がって「五等」とされ、以下５位が「六等」という具合で順位付けがなされる。順位付けが行われた後、祭り会場で展示されるため出場したブタは参加者側により伝統的な方法で屠殺され、解体して肉や骨を取り除いた後、頭の部分を下にして皮を扇状に丸く広げ、等級名などの絵付けを行って、お供え物などの装飾を行った後に、祭り会場となる都市の中心街で展示される。会場では入賞したブタで作られた展示物が置かれる他、タレントを呼んだステージイベントが行われたり、露店が多数出店したりして、賑わいを見せる。

## 動物虐待

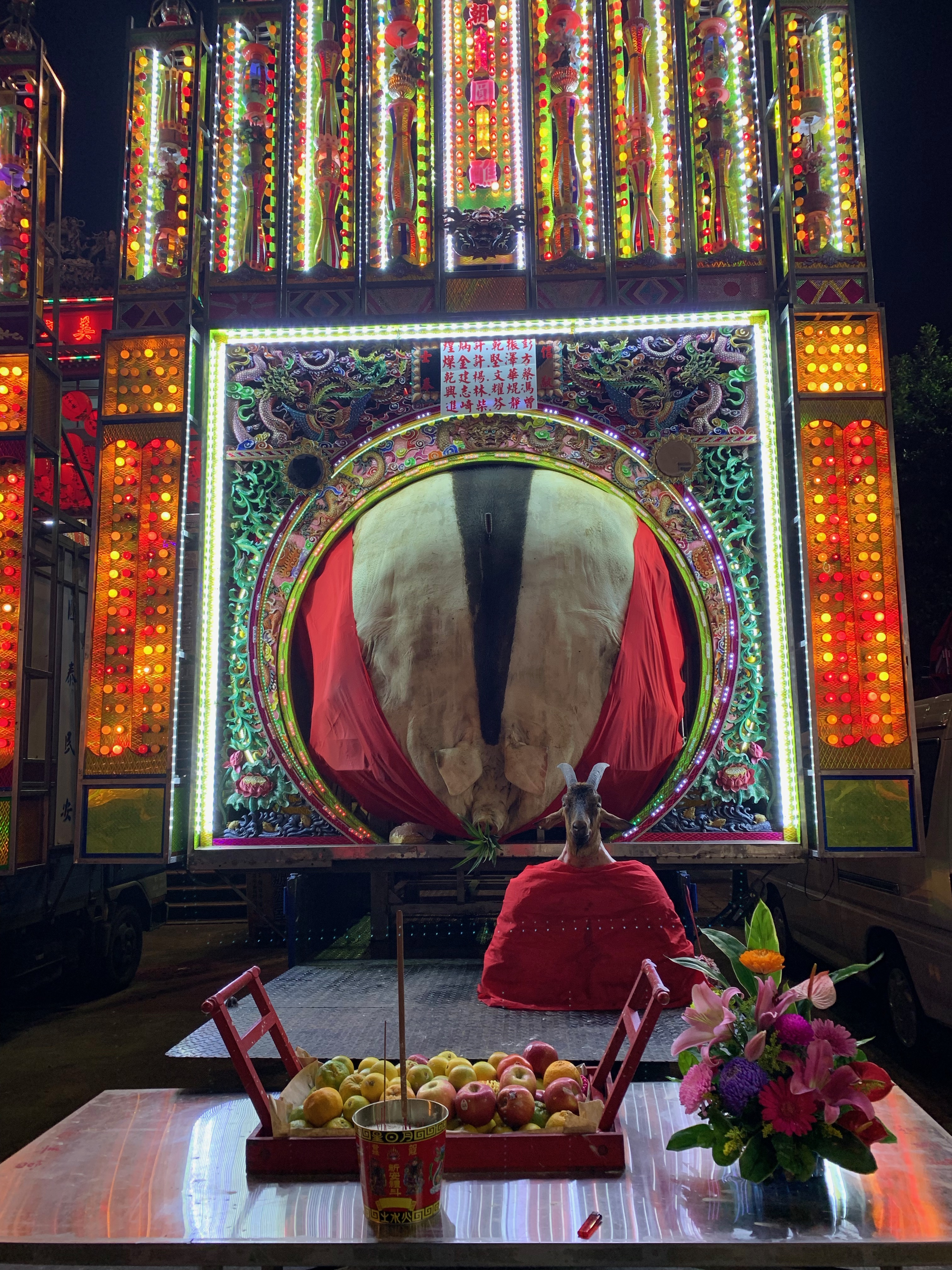
屠殺された巨大な神豬。骨と肉を取り除き、皮と頭だけにして、飾り付けし、果物を咥えさせた上で祭壇に祀られている

「神豬」に充てられるブタは、大きく肥育するための手法が残酷とみなされるまでにエスカレートしている。道具を用いた強制給餌や、運動できないように狭い檻に押し込むなどが報告されている。
そうしてブタは最終的には自力歩行が不可能になるほど肥大化するという。
ブタは最終的に屠殺されるが、その方法はロープなどを使って引きずり出して、抵抗できないよう足を縛った後に、仰向けに倒して鋭利な刃物で急所を刺し失血死させる方法が伝統的に取られている。この方法そのものは世界各地における伝統的なブタの屠殺方法と大差ないものだが、「神豬」の場合は尋常な体型ではないことから、引きずったり足を縛ったりする際などにおいて、ブタに多大な苦痛を与えていることが指摘されている。
中国文化圏ではブタは富につながる縁起のよい動物とされ、太ったブタはそれを象徴するものであるので、ブタに対する感謝の他、一家の繁栄を願って「神豬」を育てるという側面もある。このことから、「神豬」となるブタに十分な栄養を与え、丸々と太らせることそのものは容認されるものであるが、重量を増加させるため大量の餌をブタの意に反して無理やり詰め込むことを正当化するものではない。近年では、ブタに対する感謝や「神のブタ」へのもてなしという意味は薄れ、せいぜいブタを屠殺する前に、「最後の晩餐」として食紅を付けたおにぎりを与えるか、音楽を流したり読経を行ったりする程度に零落している現状がある。こういった現象はスペインやポルトガルで行われる「マタンサ」などの祭りでもしばしば見られる。
以上のことから台湾では「神豬」に関して賛否両論があり、反対派は主に「動物虐待」に反対する立場から、賛成派は「伝統文化を守る」という立場から対立している。

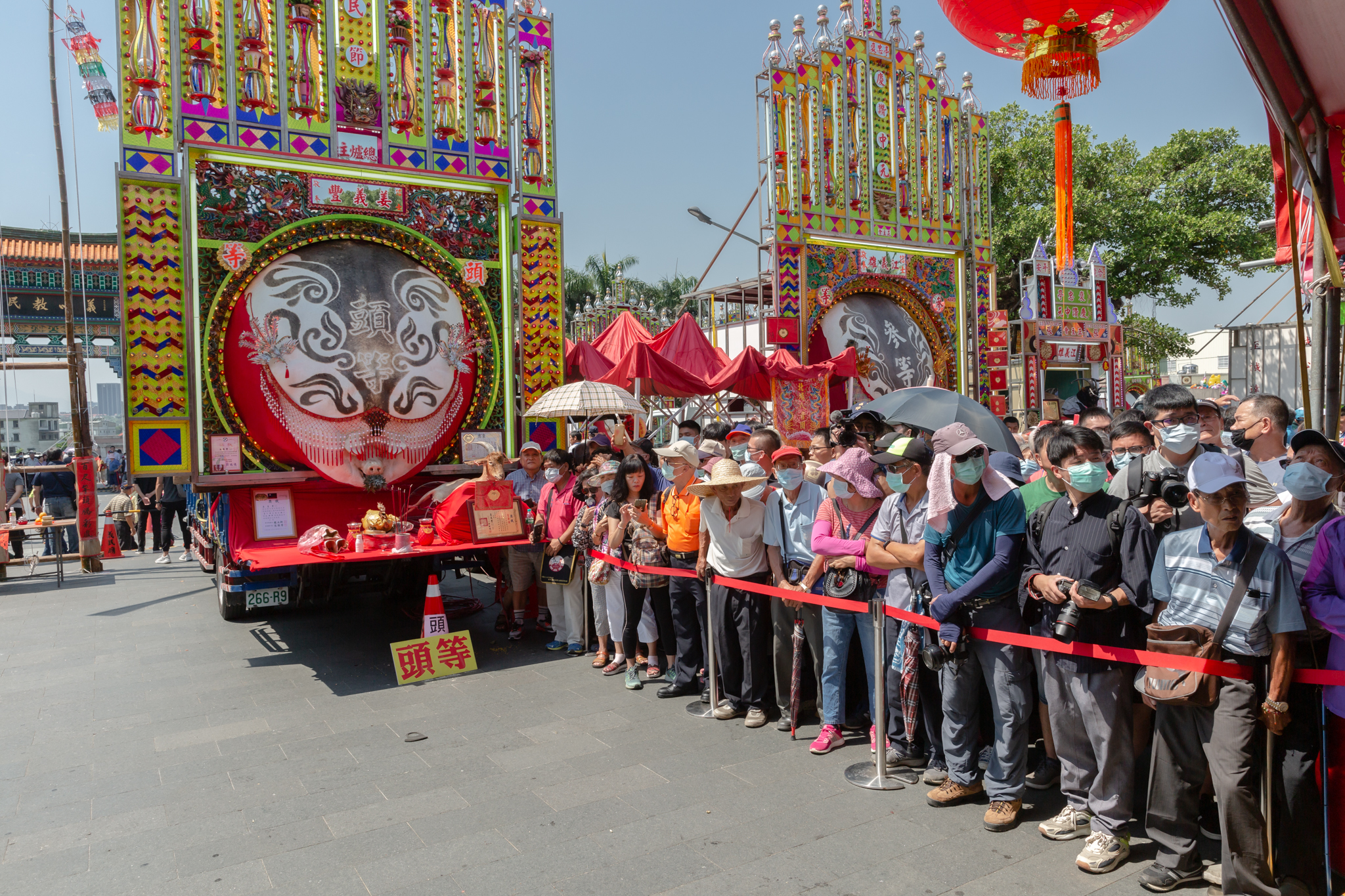
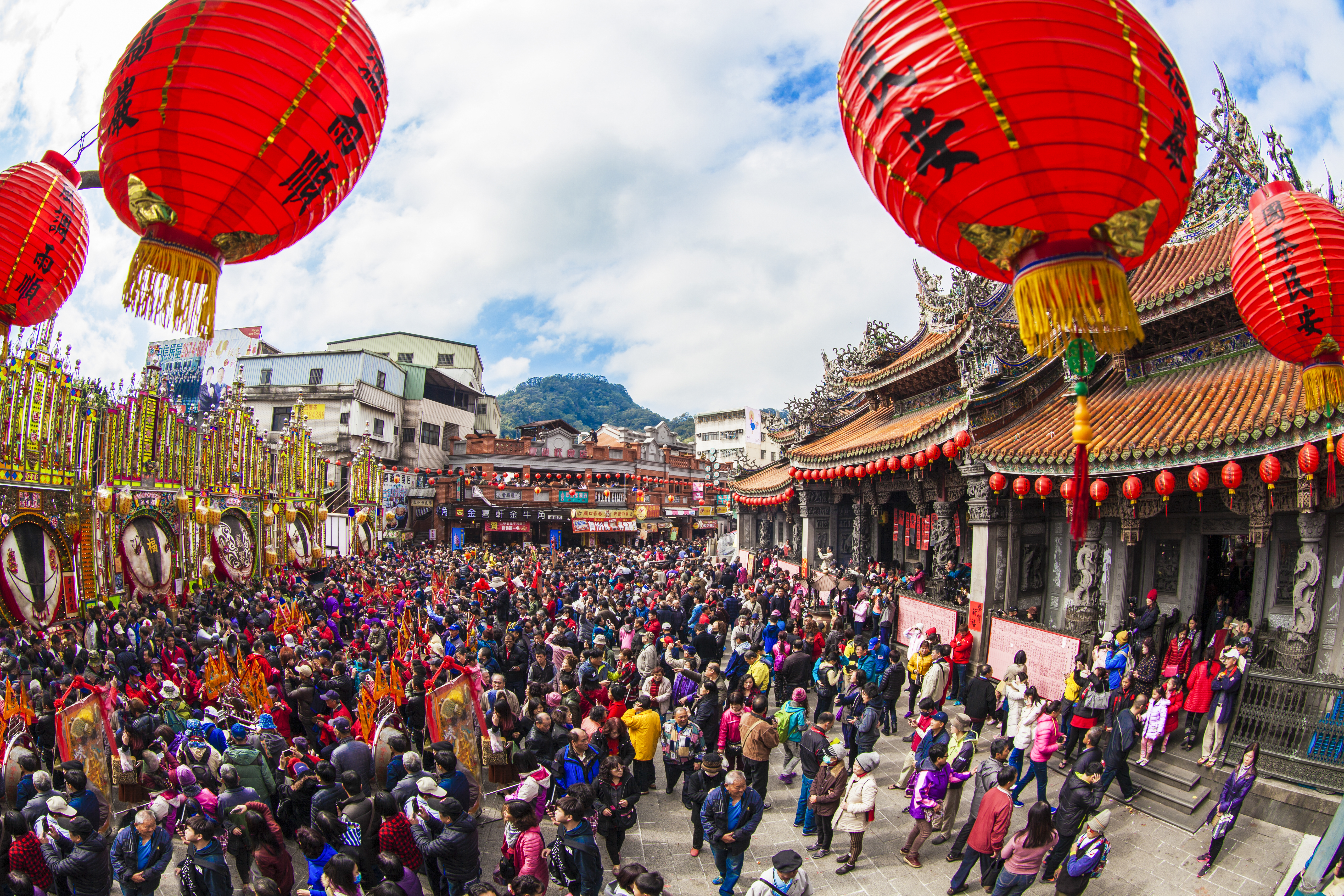

## 参考資料
1. ↑  台湾の「神豚祭り」 1等ブタは700キロ超、動物保護団体は非難　写真8枚　国際ニュース：AFPBB News
2. ↑  賛否両論の台湾「神豚」祭り 出品数減少、伝統への見方に変化　写真7枚　国際ニュース：AFPBB News
3. ↑  台湾の「神豚祭り」 1等ブタは700キロ超、動物保護団体は非難　写真8枚　国際ニュース：AFPBB News
4. ↑  尊重生命  創新祭拜文化－各界呼籲全台各地取消「神豬比賽」的殘虐行為
5. ↑  從保護動物觀念看神豬習俗

## 関連事項
- マタンサ
- 豚肉